# Axel Moustache
Axel Moustache, cu numele real de Alexander Tudor Mustață (n. 6 august 1981, București) este un actor român.
- Actor la Teatrul Național din București
- Președinte Fundația Ileana Mustatza
- Membru Compania Passe-Partout Dan Puric și membru fondator trupa Improvisneyland

## Teatru
Teatrul Național București
- Păcală și diverse - „Ivan Turbincă“ după Ion Creangă, regia Ion Sapdaru, 2009
- Geometria - „Comedia norilor“ după Aristofan, regia Dan Tudor, 2009
- Dr. Ustimovici - „Un duel“ după A.P. Cehov, regia Alexandru Dabija, 2009
- Luca - „Șapte dintr-o lovitură“ de Lia Bugnar, regia Ion Caramitru, 2008
- Lodowick - „Eduard al III-lea“ de William Shakespeare, regia Alexandru Tocilescu, 2008
- Actor, Mim, Dansator - „Don Quijote“ după Miguel Cervantes, regia Dan Puric, 2005

Music Club
- „Aventurile lui Mișu“ - Musical improvizat, scenariu și regia: Improvisneyland, 2010

Centrul Internațional de Artă - Sala Rapsodia
- Hamlet & diverse - „Noi“, regia Noi, îndrumare Dan Puric, 2009

Palatul Național al Copiilor, București
- Arlecchino - „Mincinosul“ de Carlo Goldoni, regia Toma Enache, 2009

Lost Society/Alsy Cafe
- Improvizator/MC - „Improvisneyland“, Show de improvizatie interactiv, 2008

Institutul Francez București
- Brown - „Opera de trei parale“ după Bertolt Brecht și Weill, musical în regia lui Oswald Gayer, 2007

Teatrul Național Radu Stanca, Sibiu2005 - 2007
- Prințul Friedrich von Homburg - „Prințul Friedrich von Homburg“ de Heinrich von Kleist, regia Șerban Puiu
- Karl Rossmann - „Brunelda“ după America de Franz Kafka, regia Marius Oltean
- One man show - „Casting“ după Telegrama de Aldo Nicolaj, regia Lila Terbescu
- Dr. Kriegbaum - „Curba“ de Tankred Dorst, regia Paul Baiersdorf
- Andres - „Woyzeck“ după Georg Büchner, regia Clemens Bechtel

Teatrul Constantin Nottara, București
- Marchizul de Posa - „Don Carlos“ de Friedrich Schiller, regia Oswald Gayer, 2005
- Simon - „Bădăranii“ de Carlo Goldoni, regia Adrian Pintea - debut, 2004

Teatrul de Comedie, București
- Un funcționar de la departament - „Ferdinand al VIII-lea, Regele Spaniei“ după Însemnările unui nebun de Gogol, regia Iarina Demian, 2005

Piazza Campo, Santa Severina, Italia
- Poet - „Cetățeni de onoare ai poeziei românești“, spectacol în regia lui Ion Caramitru, 2005

## Filmografie
- Păcală se întoarce (2006) - un tânăr furios
- Marilena (2008) - expulzatul
- Tarantino - „Ursul", regia Dan Chișu, 2010
- Moezy - „The Lost Art of Hug Prostitution", regia Ismail Jamaludin, 2010
- Secrétaire Horst - „Ces amours là“, regia Claude Lelouche, 2010
- Traducător - „Mănușile roșii“, regia Radu Gabrea, 2010
- Mihai - „Pe muchie de biliard“, regia George Kalmuțchi, 2010
- Mircea Tanacu - „Mircea Tanacu - Suicide Portrets“, regia Alwin Lay, 2009
- Ionuț - „După ore“, regia Teodora Lascu, 2009
- Valer - „Cu Ioana“, regia Dorian Stan, 2009
- Hans Adolf - Cocoșul decapitat, regia Radu Gabrea și Marijan D. Vajda, 2008
- Regizorul - „Casting“, regia Jean - Lorin Sterian, 2008
- Pușcăriaș - „Rien ne va plus“, regia Barna Nemethi, 2008
- Un prieten vesel - „Radu + Ana“, regia Paul Negoescu, 2008
- Ciudatul - „Nosferații“, regia Cristian Dumitru, 2007
- Florin - „Ziua bună se cunoaște de dimineață“, regia Dorian Stan, 2007
- Alin - „La mâna altora“, regia Sergiu Prundurel, 2007
- Cleiosu' - „Sfârșit“, regia Aida Petre, 2006
- Alex - „Această vastă lume“, regia Christopher Sewall, 2006
- Harap-negru - „În căutarea umorului pierdut“, regia George Ivașcu, 2006
- Pictorul - „Inside“, regia Aida Petre, 2005
- Soldat - „Hacker“, regia Alexandra Gulea-Ciulei, 2004
- Un adolescent obsedat - „Fă-ți de cap“, regia Gheorghe Preda, 2003

## Premii și nominalizări
- Premiul „Generația Așteptată“ la Gala Tânărului Actor, Hop, Mangalia, 2007
- Nominalizare „Cel mai bun actor de film - debut“ pentru rolul Hans Adolf - „Cocoșul decapitat“ la Undine Awards, Austria, 2007